# Asjha Jones
Asjha Takera Jones (nacida el 1 de agosto de 1980 en Piscataway Township, Nueva Jersey) es una jugadora de baloncesto estadounidense.

## Primeros años
A la edad de tres años, Jones comenzó a jugar al baloncesto en un parque local. Ella comenzó a jugar a la pelota AAU a la edad de once años, pero se mantenía jugando pelota en el barrio antes de esa fecha. Ella trató de interesar a las niñas en el juego, pero no pudo convencer a ellas, por lo que jugó al baloncesto con los chicos. A la edad de doce años, llegó a su altura adulta, por lo que era más alta que la mayoría de sus compañeros de equipo, los niños y las niñas. Su zapato hacía juego con su edad durante un tiempo, hasta que llegó a su máxima talla de un tamaño de 13.
Ella empezó a ir a los campos de baloncesto a una edad temprana, incluyendo uno en Rutgers, mientras estaba en el quinto grado. Cuando estaba en octavo grado, fue suficientemente buena para ganar el MVP de la liga de verano, a pesar de jugar con los participantes en edad de escuela secundaria.

## Secundaria y AAU
Jones asistió a Piscataway Township High School y tiene el récord de la escuela en los puntos y rebotes con 2.266 y 1.256 respectivamente. En su último año, Jones jugó en el equipo de la escuela secundaria que fue a la final. En el partido de semifinales contra los Shawnee Renegades, el equipo contrario sabían que tenían que contener a Jones. Aunque tuvieron éxito en la limitación de sus tiros de campo (Jones fue 3 en 18), no podían detener su rebote o tiros libres. Jones tuvo 15 rebotes y golpeó a 6 de 7 tiros libres para ayudar a dirigir el equipo de Piscataway en el pasado Shawnee y luego a la final.
En la escuela secundaria, ella era una McDonalds All-American y Jugadora de baloncesto femenino del año Star-Ledger de Nueva Jersey, que le valió una beca para jugar con las UConn Huskies de la Universidad de Connecticut. Jones fue nombrada WBCA All-American. Ella participó en la WBCA High School All-America Game, donde anotó siete puntos.
Jones llegó a la atención de un entrenador de la AAU locales, Rich Leary, cuando ella era una estudiante de primer año en la escuela secundaria. En ese momento, había un equipo de AAU para niños, pero no uno para las niñas. Así que al principio, ella jugaba con los chicos. Leary formó un equipo de chicas, los Demons, con Jones como la pieza central. En el momento en que ella era una menor, los Demons ganaron el torneo estatal de menores de 18 años y avanzó hasta la final nacional de la AAU. Al año siguiente, Jones promedió 30 puntos por partido y llevó al equipo al torneo nacional de nuevo.

## Carrera
En la temporada 2005-06 jugó en Novosibirsk para la Federación Rusa de Baloncesto Superliga. Después de jugar para UMMC Ekaterinburg en Rusia durante varios años, se unió a Rivas Ecópolis en la temporada 2011-12, donde se jugó el partido final de la Euroliga Femenina 2011-12.
Jones fue invitada al campo de entrenamiento del equipo nacional femenino de baloncesto de Estados Unidos en el otoño de 2009. El equipo seleccionado para jugar en el Campeonato Mundial FIBA 2010 y los Juegos Olímpicos de 2012 se elige generalmente a partir de estos participantes. Al final del campamento de entrenamiento, el equipo viajará a Ekaterinburg, Rusia, donde compiten en el 2009 UMMC Ekaterinburg Internacional Invitational.

## Vida personal
Jones está casada con Jennifer Nolan-Jones, y tienen dos hijas.